# Tri Sviatitelia (couraçado)
O Tri Sviatitelia (Три Святителя) foi um couraçado pré-dreadnought operado pela Marinha Imperial Russa. Sua construção começou em agosto de 1891 no Estaleiro do Almirantado Nikolaev em Kherson e foi lançado ao mar em novembro de 1893, sendo comissionado na frota em 1895. Era armado com uma bateria principal composta por quatro canhões de 305 milímetros montados em quatro torres de artilharia duplas, tinha um deslocamento de mais de treze mil toneladas e conseguia alcançar uma velocidade máxima de dezesseis nós (trinta quilômetros por hora).
O Tri Sviatitelia serviu no Mar Negro e foi capitânia da frota que tentou recapturar o amotinado couraçado Kniaz Potemkin Tavricheski em 1905. Com o início da Primeira Guerra Mundial, foi usado em ações de bombardeio litorâneo contra o Império Otomano, mas também esteve na Batalha do Cabo Saric em novembro de 1914. Foi capturado pelos alemães em Sebastopol em 1918 e depois entregue aos Aliados. Seus motores foram destruídos pelos britânicos e então foi capturado pelos dois lados da Guerra Civil Russa até ser abandonado, sendo desmontado pelos soviéticos em 1923.

## Projeto

### Características

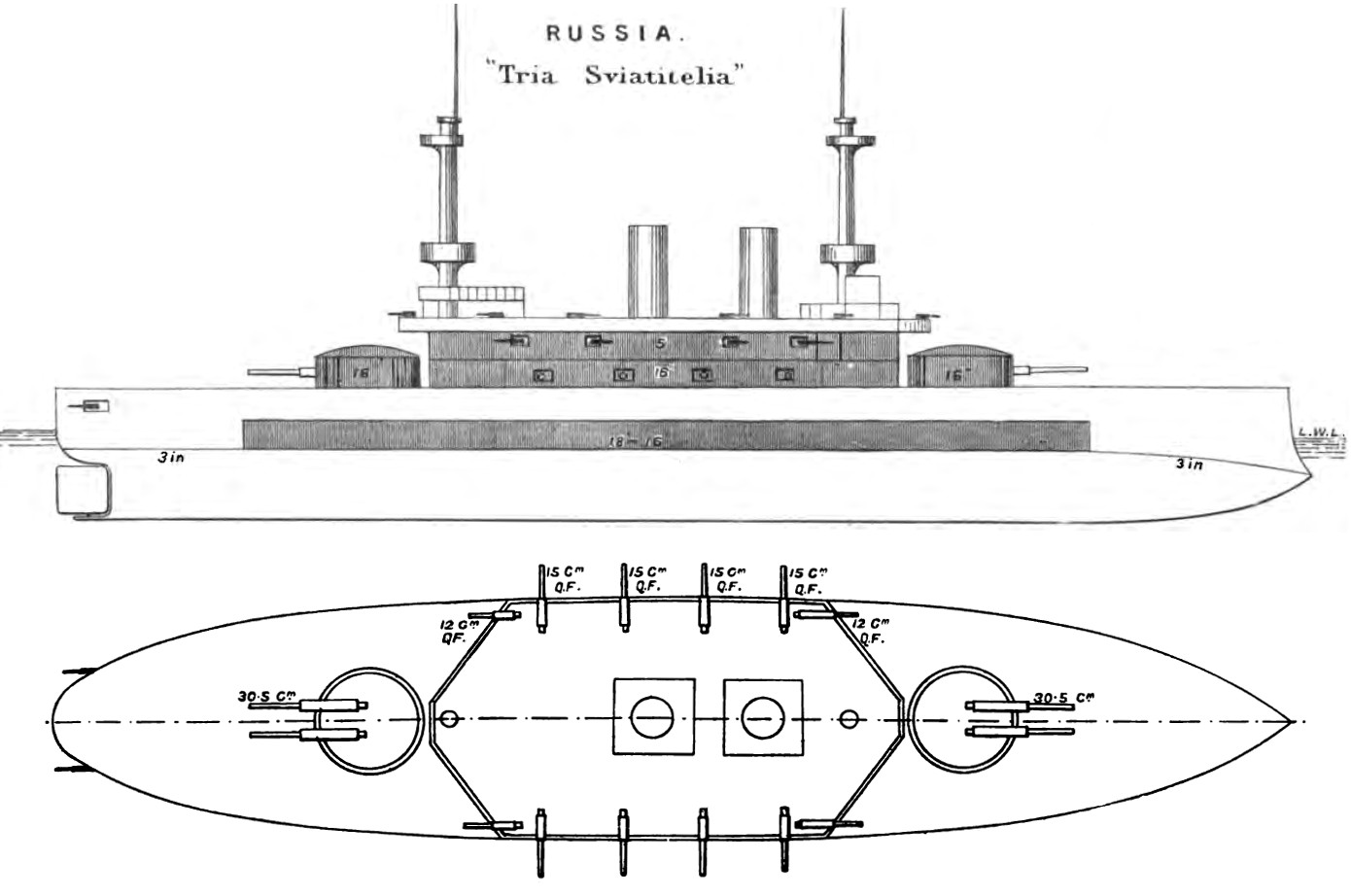
Desenho do Tri Sviatitelia

O projeto do Tri Sviatitelia era baseado no couraçado Navarin da Frota do Báltico, porém maior e com melhoramentos no armamento e blindagem. O navio tinha 113,1 metros de comprimento da linha de flutuação e 115,2 metros de comprimento de fora a fora, uma boca de 22,3 metros e um calado de 8,7 metros. Tinha um deslocamento de 13 630 toneladas, quase mil toneladas a mais que seu deslocamento projetado de 12 680 toneladas. Tinha uma altura metacêntrica de 1,7 metros. A embarcação era consideravelmente maior que o Navarin, sendo 7,2 metros mais comprido, 1,8 metros mais largo e aproximadamente três mil toneladas mais pesado.
O sistema de propulsão consistia em dois motores verticais de tripla-expansão com três cilindros, tendo uma potência indicada de 10 750 mil cavalos-vapor (7 910 mil quilowatts), cada um girando uma hélice de quatro lâminas. O vapor necessário provinha de catorze caldeiras cilíndricas que funcionavam a uma pressão de 128 libras-força por polegada quadrada (nove quilogramas força por centímetro quadrado). Esse sistema produziu 11 467 cavalos-vapor (8 432 quilowatts) durante seus testes marítimos para uma velocidade de 16,5 nós (30,6 quilômetros por hora). O Tri Sviatitelia podia carregar até mil toneladas de carvão, o que permitia uma autonomia de 2 250 milhas náuticas (4 170 quilômetros) a uma velocidade de dez nós (dezenove quilômetros por hora). O navio era equipado com três dínamos que produziam um total de 305 quilowatts, porém eles não eram suficientes para produzir energia suficiente para fazer todos os equipamentos eletrônicos funcionarem simultaneamente.

### Armamento
O armamento principal consistia em quatro canhões Obukhov Modelo 1895 calibre 40 de 305 milímetros montados em duas torres de artilharia duplas, uma à vante e outra à ré da superestrutura. As torres eram movidas hidraulicamente e tinha um arco de disparo de 270 graus. A cadência de tiro das armas era de um disparo a cada 105 segundos, podendo serem elevadas até quinze graus e abaixadas até cinco graus negativos. Elas disparavam projéteis de 331,7 quilogramas a uma velocidade de saída de 792 metros por segundo, tendo um alcance de 10,9 quilômetros a uma elevação de dez graus. Cada arma tinha um carregamento de 75 projéteis. O armamento secundário tinha oito canhões Canet Padrão 1892 calibre 45 de 152 milímetros em casamatas no convés superior. Tinham uma elevação máxima de vinte graus e podiam abaixar até cinco graus negativos. Disparavam projéteis de 41,4 quilogramas a uma velocidade de saída de 790 metros por segundo. Em elevação máxima, tinham um alcance de 11,5 quilômetros.
O armamento contra barcos torpedeiros era composto por uma variedade de armas diferentes. Havia quatro canhões Canet Padrão 1892 calibre 45 de 119 milímetros montados nos cantos da superestrutura. Disparavam projéteis de 20,48 quilogramas a uma velocidade de saída de 820 metros por segundo e cadência de tiro de doze a quinze disparos por minuto, tendo um alcance de dez quilômetros a uma elevação de dezoito graus. Era equipado com um total de dez canhões Hotchkiss de 47 milímetros: seis entre as armas de 119 milímetros, duas na extremidade de vante da superestrutura e duas em embrasuras à ré no casco. Eles disparavam projéteis de 1,5 quilogramas a uma velocidade de saída de 450 metros por segundo e cadência de tiro de vinte disparos por minuto, tendo um alcance máximo de 1,8 quilômetros. Também havia quarenta canhões Hotchkiss  de 37 milímetros: oito nas gáveas, oito na superestrutura e doze em embrasuras no casco, com a localização dos restantes sendo desconhecidos. Disparavam projéteis de quinhentas gramas a uma velocidade de saída de 440 metros por secundo com cadência de tiro de vinte disparos por minuto, tendo um alcance máximo de 2,7 quilômetros.
O Tri Sviatitelia também era equipado com seis tubos de torpedo de 381 milímetros. Os dois tubos de vante eram submersos, mas os restantes ficavam acima da linha de flutuação, um na proa, uma na popa e mais um em cada lateral. A embarcação carregava o torpedo Tipo L com uma ogiva de 64 quilogramas de TNT. Ele tinha duas configurações de velocidade, o que também afetava seu alcance: 25 nós (46 quilômetros por hora) para novecentos metros e 29 nós (54 quilômetros por hora) para seiscentos metros.

### Blindagem
O Tri Sviatitelia foi o primeiro couraçado russo construído com blindagem Harvey. A blindagem foi produzida pela Vickers no Reino Unido e também pela Schneider e Saint-Chamond da França. O cinturão principal de blindagem tinha uma espessura máxima de 457 milímetros que reduzia-se para 406 milímetros na região dos depósitos de munição. Este foi o cinturão mais espesso já colocado em um navio de guerra russo. Ele cobria 75 metros do comprimento da embarcação. O cinturão tinha 2,4 metros de altura e reduzia-se para 229 milímetros de espessura na extremidade inferior. A intenção era que a parte mais espessa do cinturão ficasse acima da linha de flutuação, mas o navio foi finalizado com sobrepeso e assim boa parte do cinturão ficava submerso. O cinturão terminava em anteparas transversais de 356 a 406 milímetros de espessura.
A casamata inferior ficava acima do cinturão principal e tinha 66,4 metros de comprimento e 2,4 metros de altura, com sua intenção sendo proteger a base das torres de artilharia. Ela tinha laterais de 406 milímetros e era fechada à vante e ré por anteparas transversais também de 406 milímetros. A casamata superior protegia os canhões de 152 milímetros e tinha 127 milímetros de espessura. As laterais das torres de artilharia tinham 406 milímetros, enquanto as laterais da torre de comando tinham 305 milímetros de espessura. O convés blindado era feito de aço-níquel e tinha 51 milímetros de espessura na casamata inferior e 76 milímetros à vante e ré do cinturão principal na proa e popa.

### Modificações

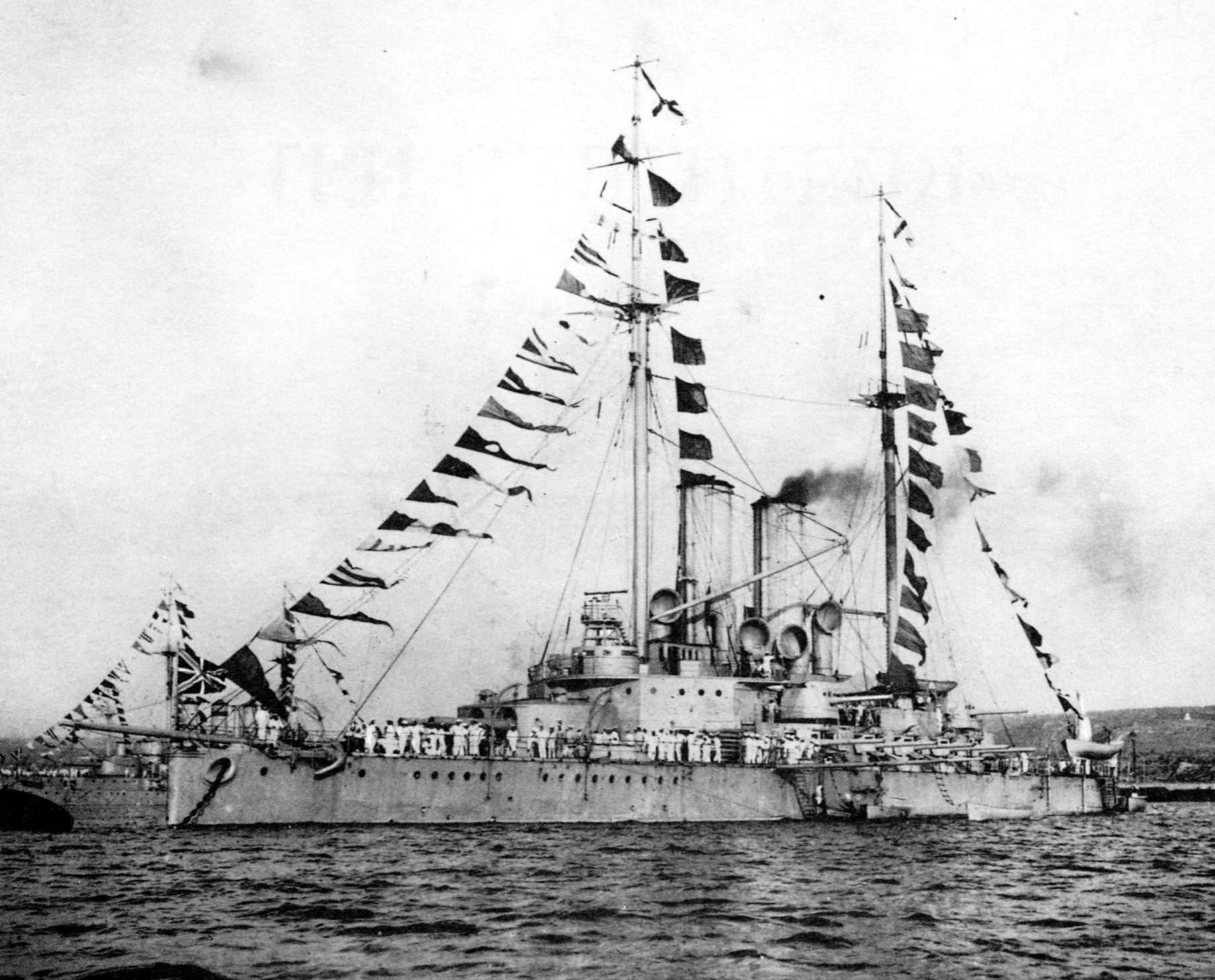
O Tri Sviatitelia em 1914 em Sebastopol após sua reforma

O couraçado passou por uma grande reforma entre novembro de 1911 e agosto de 1912. Várias propostas tinham sido consideradas, incluindo uma para substituir toda sua então obsoleta blindagem Harvey pela mais moderna blindagem Krupp e outras para substituir seus canhões principais ou torres de artilharia, porém todas estas foram rejeitadas por serem muito caras. No final, seus mastros e gáveas originais foram substituídos por mastros de poste e todas as suas armas mais leves e tubos de torpedo foram removidos, com exceção de dois canhões de 47 milímetros mantidos para atuarem como armas de saudação. Seus canhões de 119 milímetros foram substituídos por quatro canhões de 152 milímetros com escudos no teto da casamata superior. Esta foi modificada para acomodar mais duas armas de 152 milímetros, enquanto a superestrutura foi reduzida de tamanho. A elevação máxima dos canhões principais foi aumentada para 25 graus e suas culatras e mecanismos de recarregamento foram aprimorados a fim de aumentar a cadência de tiro para um disparo a cada quarenta segundos. Estas modificações acabaram reduzindo o deslocamento em quase cem toneladas e a embarcação foi capaz de navegar a dezesseis nós (trinta quilômetros por hora) em seus testes marítimos pós-reformas.

## História

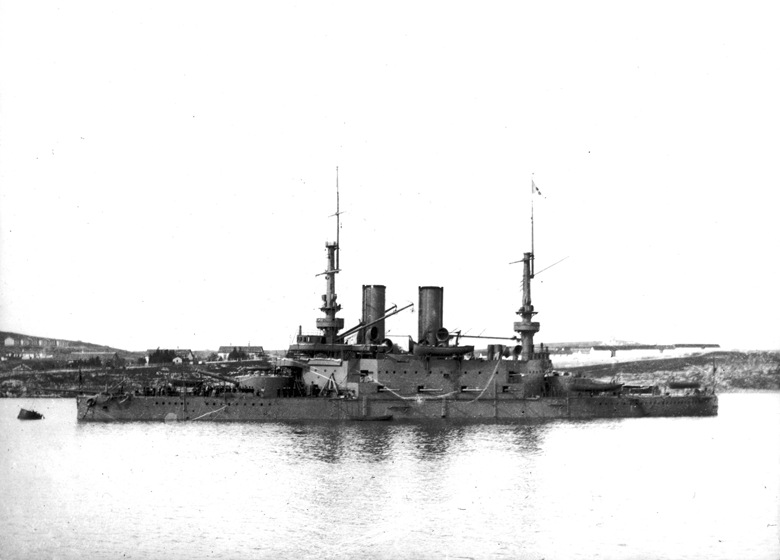
O Tri Sviatitelia antes da guerra

O batimento de quilha do Tri Sviatitelia ocorreu 15 de agosto de 1891 no Estaleiro do Almirantado Nikolaev na Gubernia de Kherson, porém a construção já tinha começado em janeiro. Foi lançado ao mar em 12 de novembro de 1893 e nomeado em homenagem aos Três Hierarcas Sagrados da Igreja Ortodoxa, sendo transferido para Sebastopol no ano seguinte para ser finalizado. Ele oficialmente entrou em serviço na Frota do Mar Negro em 1895, porém seus testes marítimos só foram ser realizados em setembro e outubro de 1896. O Tri Sviatitelia foi o primeiro navio no mundo equipado com um equipamento de rádio, uma instalação projetada pelo físico russo Alexander Popov que tinha um alcance de 4,8 quilômetros. A embarcação foi a capitânia do contra-almirante F. Vishnevetskii durante a fracassada tentativa de recapturar o amotinado couraçado Kniaz Potemkin Tavricheski em 30 de junho de 1905.
A Primeira Guerra Mundial começou em 1914 e o Tri Sviatitelia bombardeou Trebizonda no Império Otomano em 17 de novembro junto com os couraçados Evstafi, Ioann Zlatoust, Panteleimon e Rostislav. Os russos foram interceptados no dia seguinte pelo cruzador de batalha Yavuz Sultan Selim e o cruzador rápido Midilli enquanto voltavam para sua base em Sebastopol, resultando na Batalha do Cabo Saric. O clima estava nublado naquele dia e os dois lados inicialmente não se avistaram. A Frota do Mar Negro desde antes da guerra empregava uma tática de concentrar os disparos de vários navios sob o controle de um "navio mestre", assim o Evstafi segurou seus disparos até que o Ioann Zlatoust, o navio mestre, pudesse enxergar os alvos. Os comandos de artilharia mostravam uma distância de 3,7 quilômetros, o que era diferente dos 7,3 quilômetros indicados a bordo do Evstafi, assim este abriu fogo usando seus próprios dados antes do Yavuz Sultan Selim virar. Entretanto, o Tri Sviatitelia usou os dados incorretos do Ioann Zlatoust e assim não conseguiu acertar o inimigo.

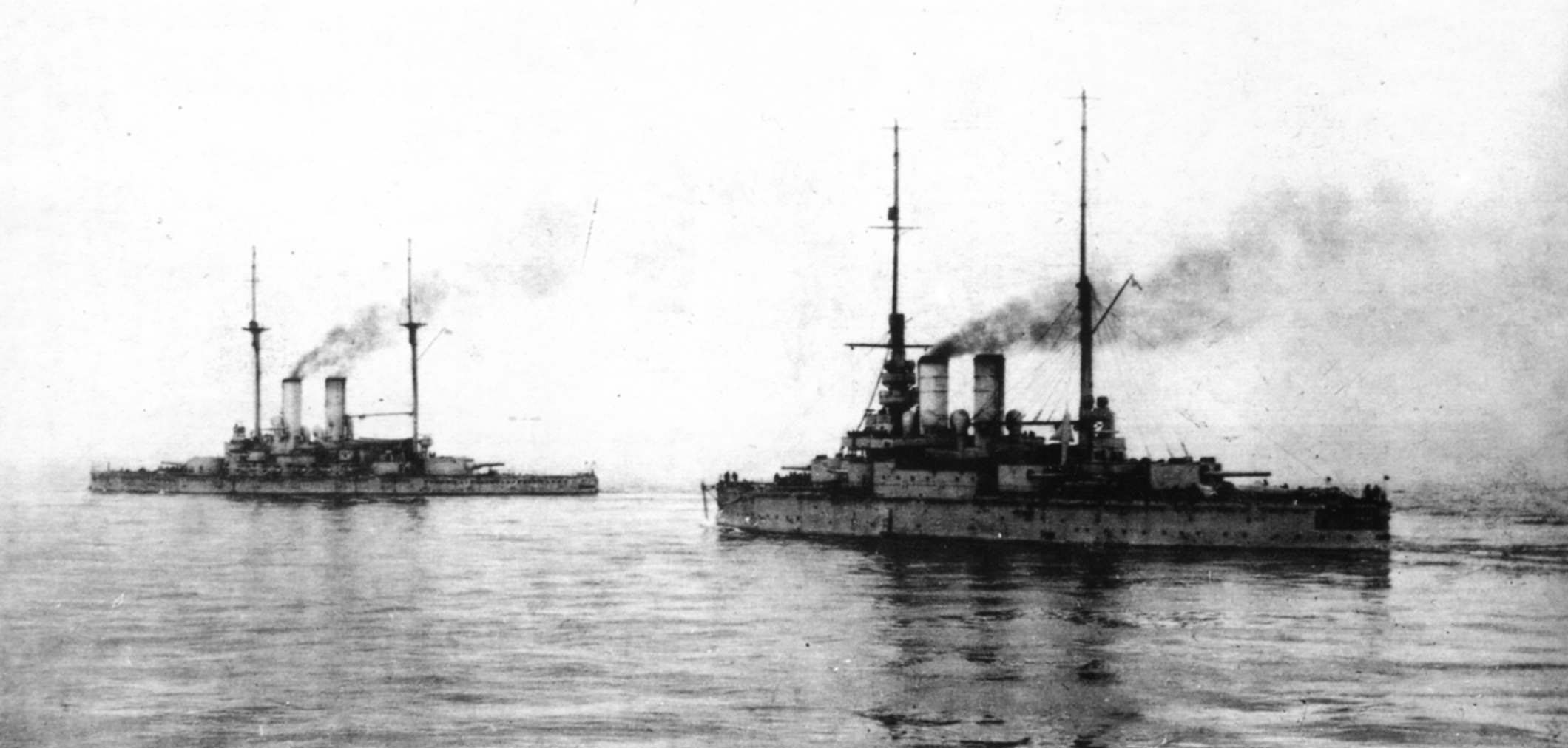
O Tri Sviatitelia e o Rostislav durante a guerra

O Tri Sviatitelia e o Rostislav bombardearam fortificações otomanas no Bósforo em 18 de março de 1915 até recuarem de volta à força de cobertura. Os dois couraçados deveriam repetir o bombardeio no dia seguinte, porém o clima ruim fez a operação ser cancelada. O Yavuz Sultan Selim e várias embarcações otomanas fizeram uma surtida contra Odessa em 3 de abril, com os couraçados russos partindo para interceptá-los. Estes perseguiram os otomanos o dia inteiro, mas não conseguiram alcançar uma distância efetiva e foram forçados a encerrar a perseguição. O Tri Sviatitelia e o Rostislav fizeram outro bombardeio no Bósforo em 25 de abril, com os dois mais o Panteleimon realizando mais bombardeios em 2 e 3 de maio.
O Tri Sviatitelia e o Panteleimon voltaram para bombardear os fortes do Bósforo em 9 de maio. O Yavuz Sultan Selim interceptou os três navios da força de cobertura, porém nenhum dos lados danificou o outro. Os dois couraçados de bombardeio juntaram-se ao resto e depois acertaram os otomanos duas vezes, com este encerrando o confronto. Os russos o perseguiram por seis horas antes de desistirem. O Tri Sviatitelia foi equipado com dois canhões antiaéreos de 63,5 milímetros no alto de suas torres de artilharia em 1915, enquanto proteções foram adicionadas nas suas chaminés para protegê-las de bombas. Os pré-dreadnoughts russos foram transferidos em 12 de agosto para a 2ª Brigada de Couraçados depois que o dreadnought Imperatritsa Maria entrou em serviço. Tri Sviatitelia realizou bombardeios no decorrer de 1916 e missões contra rotas comerciais no litoral da Anatólia.
A embarcação estava passando por manutenção em Sebastopol quando a Revolução Russa estourou em março de 1917. Ele foi capturado pelos alemães em maio de 1918, porém entregue aos Aliados em dezembro de 1918 depois do Armistício. Os britânicos destruíram seus motores em 24 de abril de 1919 quando deixaram a Crimeia com o objetivo de impedir que os bolcheviques o usassem contra os Brancos. O Tri Sviatitelia foi capturado pelos dois lados da Guerra Civil Russa, sendo abandonado pelos Brancos quando estes evacuaram a Crimeia em 1920. O couraçado foi desmontado pelos soviéticos em 1923, mas só removido do registro naval em 21 de novembro de 1925.